# Kanał komunikacyjny

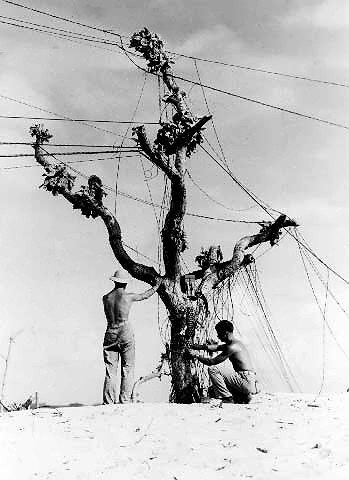
Żołnierze układają kable telefoniczne na drzewie na Wyspach Marshalla, ok. 1944

Kanał komunikacyjny – połączenie pozwalające na komunikację pomiędzy dwoma uczestnikami wymieniającymi się informacjami. Każdy przekaz jest wysyłany przez nadawcę oraz odbierany przez adresata wiadomości.
Kanał może pozwalać na komunikację dwustronną na dwa sposoby: albo tylko w jedną stronę w danym momencie (ang. half duplex), albo na równoczesny przekaz informacji w tym samym czasie w obu kierunkach (ang. full duplex).
W rzeczywistości kanał komunikacyjny jest zwykle fizycznym medium, np. powietrzem, miedzianym przewodem czy siecią komputerową. Dużym problemem jest pojawianie się przesłuchów. Jeżeli wiele kanałów komunikacji dzieli wspólne medium transmisyjne, to różni nadawcy mogą się nawzajem zakłócać.
Aby komunikacja była pewna, obie strony muszą wcześniej ustalić wspólny sposób przetwarzania informacji. Dla ludzi są to języki, a dla komputerów protokoły komunikacyjne. Zgodnie ze szczególną teorią względności żadna komunikacja nie może się odbywać szybciej niż z prędkością światła w próżni.
Aby przesłać jakieś dane, konieczne jest ich zakodowanie w odpowiedniej formie pasującej do danego medium. Odbiorca może zrozumieć otrzymaną informację dopiero po jej zdekodowaniu. Jeżeli odbiorców jest wielu, to bardzo ważne jest właściwe adresowanie każdego komunikatu, dzięki czemu wiadomości docierają do określonych odbiorców.
Czasami nie mniej znaczące jest wzajemne identyfikowanie się nadawcy oraz odbiorcy. Służą do tego odpowiednie procedury uwierzytelniania. Można do tego użyć specjalnych kodów jak np. PIN (ang. personal identification number). Kanał komunikacji zostaje ustanowiony dopiero po podaniu odpowiednich haseł dostępu.
Jeżeli przesyłane dane są tajne, to konieczne jest zastosowanie specjalnej techniki kodowania utrudniającej niepowołanym osobom dostęp do informacji. Dane są szyfrowane w urządzeniach kryptograficznych, a potem deszyfrowane. Tylko posiadacze odpowiednich kluczy mogą je odczytać.
W informatyce najważniejsze cechy kanału komunikacji to:
- prędkość transmisji,
- stosunek sygnału do szumu.

Prędkość transmisji mierzy się najczęściej jako liczbę bitów, jakie można przesłać w ciągu sekundy. W rzeczywistych kanałach komunikacyjnych zawsze pojawiają się błędy. Hałas podczas rozmowy czy zakłócenia elektromagnetyczne mogą prawie całkowicie uniemożliwiać wymianę informacji. Stosunek sygnału do szumu oznacza, jaki procent przesyłanych informacji ulega przekłamaniu. Można wyrazić go w postaci liczby poprawnych komunikatów podzielonej przez liczbę tych błędnych. Często wartość tę wyraża się w decybelach.